# Frostatinget
Frostatinget (norrønt: Frostuþingslǫg) var navnet på Trøndelags lovområde (Þrœndalǫg), hvor Frostatingsloven var gældende. Det fælles ting havde sit sæde i Logtun på Frosta i Trøndelag. Det nuværende Frostating, Frostating lagmannsret, omfatter fylkerne Trøndelag og Møre og Romsdal, og har sit sæde i Trondheim.

## Lovens områder
Indre del af Trøndelag
- Sparbyggjafylki: Sparbu, Egge, Kvam, Stod, Steinkjer, Snåsa og Lierne
- Eynafylki: Beitstad, Inderøy og Verran
- Verdølafylki: Verdal
- Skeynafylki: Skogn, Ytterøy og Mosvik

Yder del af Trøndelag
- Stjórdølafylki: Øvre og Nedre Stjørdal, Selbu og Tydal
- Strindafylki: Strinda, Leksvik, Frosta og Åsen
- Gauldølafylki: hele Gauldalen, Klæbu, Tiller og Leinstrand[1]
- Orkdølafylki: hele Orkladalføret og Børsa, Skaun, Buvika og Byneset

I 900-tallet blev også Nordmøre, Romsdal og Namdalen en del af Frostatinget. Fosen var på dette tidspunkt en del af Nordmøre. Ifølge Magnus Lagabøtes landslov skulle hvert fylke i Uttrøndelag være repræsenteret med 60 mænd, hvert fylke i Inntrøndelag med 40, mens det tilsvarende antal for Romsdal og Namdalen var to fra hvert skipreide, og for Nordmøre inklusive Fosen tre fra hvert skipreide – det samme gjaldt for Oppdal.